# M10 «Букер»
М10 Booker — лёгкий танк производства компании General Dynamics Land Systems.  
За последние 40 лет танк является первой полностью новой боевой машиной в американских вооружённых силах.

## Общие сведения
Работы над проектом лёгкого танка MPF (Mobile Protected Firepower) начались в 2015 году.
В апреле 2020 года компания впервые продемонстрировала опытную партию танков MPF армейскому командованию. До конца 2020 года заказчику было поставлено 12 танков. 4 января 2021 года MPF начали проходить армейские испытания в 82-й воздушно-десантной дивизии.
Танк MPF будет оснащаться пушкой калибром 105 или 120 мм. На танке имеются современные приборы прицеливания и наблюдения.
Легкий танк можно будет использовать для поддержки своей пехоты, а также для борьбы с легкобронированными машинами противника.
12 июня 2023 года танку присвоен индекс М10 Booker, в честь штаб-сержанта Стивона Букера (англ. Stevon A. Booker), погибшего в Ираке 2003 году, и рядового Роберта Букера (англ. Robert D. Booker), погибшего в Тунисе в 1943 году и посмертно награждённого Медалью Почёта.
На 2025 год программа отменена, M10 Booker постепенно выводится из эксплуатации (армия США располагает примерно 80 единицами данных танков).